# قصر موي
قصر موي هو قصرٌ (قريةٌ محصنة) في المغرب، يقعُ في منطقة إقليم الرشيدية.